# HNF4G
HNF4G (англ. Hepatocyte nuclear factor 4 gamma) – білок, який кодується однойменним геном, розташованим у людей на короткому плечі 8-ї хромосоми. Довжина поліпептидного ланцюга білка становить 408 амінокислот, а молекулярна маса — 45 877.
| 10         |  | 20         |  | 30         |  | 40         |  | 50         |
| ---------- |  | ---------- |  | ---------- |  | ---------- |  | ---------- |
| MNTTDNGVNC |  | LCAICGDRAT |  | GKHYGASSCD |  | GCKGFFRRSI |  | RKSHVYSCRF |
| SRQCVVDKDK |  | RNQCRYCRLR |  | KCFRAGMKKE |  | AVQNERDRIS |  | TRRSTFDGSN |
| IPSINTLAQA |  | EVRSRQISVS |  | SPGSSTDINV |  | KKIASIGDVC |  | ESMKQQLLVL |
| VEWAKYIPAF |  | CELPLDDQVA |  | LLRAHAGEHL |  | LLGATKRSMM |  | YKDILLLGNN |
| YVIHRNSCEV |  | EISRVANRVL |  | DELVRPFQEI |  | QIDDNEYACL |  | KAIVFFDPDA |
| KGLSDPVKIK |  | NMRFQVQIGL |  | EDYINDRQYD |  | SRGRFGELLL |  | LLPTLQSITW |
| QMIEQIQFVK |  | LFGMVKIDNL |  | LQEMLLGGAS |  | NDGSHLHHPM |  | HPHLSQDPLT |
| GQTILLGPMS |  | TLVHADQIST |  | PETPLPSPPQ |  | GSGQEQYKIA |  | ANQASVISHQ |
| HLSKQKQL   |  |            |  |            |  |            |  |            |

A: Аланін

C: Цистеїн

D: Аспарагінова кислота

E: Глутамінова кислота

F: Фенілаланін

G: Гліцин

H: Гістидин

I: Ізолейцин

K: Лізин

L: Лейцин

M: Метіонін

N: Аспарагін

P: Пролін

Q: Глутамін

R: Аргінін

S: Серин

T: Треонін

V: Валін

W: Триптофан

Кодований геном білок за функціями належить до рецепторів, фосфопротеїнів. 
Задіяний у таких біологічних процесах, як транскрипція, регуляція транскрипції, альтернативний сплайсинг. 
Білок має сайт для зв'язування з іонами металів, іоном цинку, ДНК. 
Локалізований у ядрі.